# Gare du Havre
Gare du Havre vasútállomás Franciaországban, Le Havre településen.

## Vasútvonalak
Az állomást az alábbi vasútvonalak érintik:
- Párizs–Le Havre-vasútvonal

## Kapcsolódó állomások
A vasútállomáshoz az alábbi állomások vannak a legközelebb:
- Gare du Havre-Graville
- Gare d’Harfleur
- Gare de Bréauté - Beuzeville
- Gare d’Étainhus - Saint-Romain